# シティタワー宇都宮
シティータワー宇都宮（シティタワーうつのみや）は、栃木県宇都宮市の馬場通り一丁目にある高層ビル。住宅と商業施設から成る。2019年（平成31年）2月に宇都宮PEAKSが竣工するまで、栃木県内で最も階数が多い建物だった。

## 特色
宇都宮市中心街の馬場通りに立つ「シティタワー宇都宮」は、市が再開発事業の一環として大林組により2010年、上野百貨店「新うえの」（バンバ共同ビル）、足利銀行宇都宮支店などがあったバンバ西地区に竣工した。宇都宮PEAKSが竣工するまで24階建ての市内最高層となる複合タワーマンション（82.5m）であった。住友不動産が販売している。上層階は165戸の分譲マンション、低層階は店舗や事務所向けとなっており、地権者として足利銀行、栃木銀行が1階に入居している。

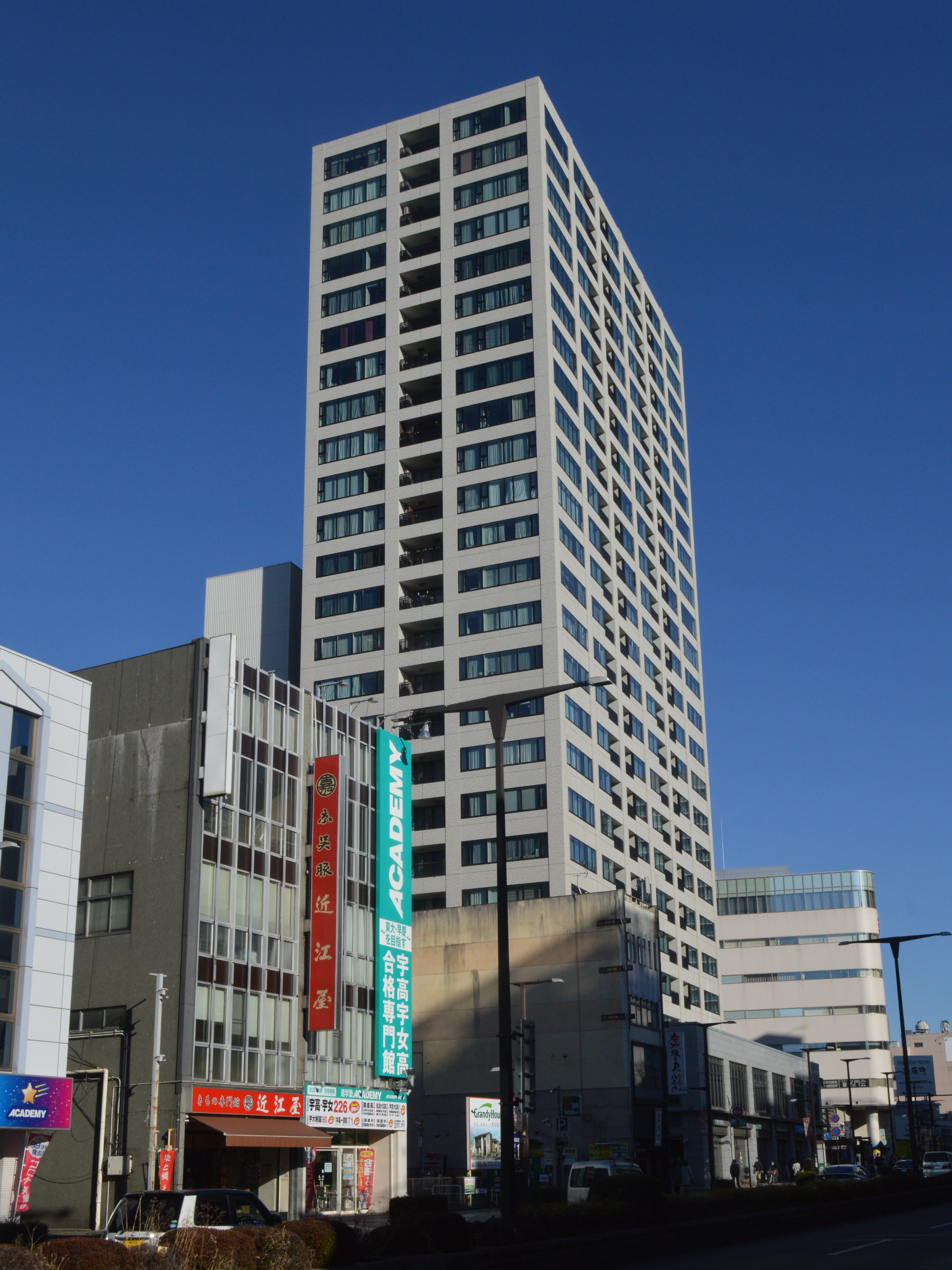
南西から見たビル

## アクセス
- 東武宇都宮線「東武宇都宮駅」東口より徒歩7分
- JR宇都宮線「宇都宮駅」西口より徒歩10分
  - JR宇都宮駅より、宇都宮東武、作新学院、鶴田駅、細谷車庫など各方面行の路線バスで「馬場町」下車

## 周辺
- 宇都宮二荒山神社
- MEGAドン・キホーテ ラパーク宇都宮店
- 宇都宮パルコ（閉鎖）
- オリオン通り
- うつのみや表参道スクエア